# باربرا روسي
باربرا روسي (بالإيطالية: Barbara Rossi)‏ هي لاعب كرة مضرب إيطالية، ولدت في 18 مايو 1961 في ميلانو في إيطاليا.

## وصلات خارجية
- باربرا روسي على موقع رابطة محترفات التنس (الإنجليزية)
- باربرا روسي على موقع الاتحاد الدولي لكرة المضرب (الإنجليزية)
- باربرا روسي على موقع كأس بيلي جين كينغ (الإنجليزية)
- باربرا روسي على موقع خلاصة التنس.كوم (الإنجليزية)